# Giovanni Giolitti

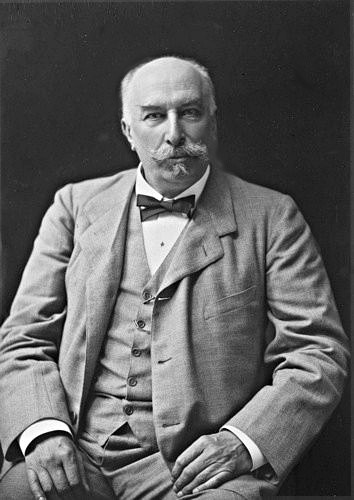
Giovanni Giolitti

Giovanni Giolitti (Mondovì, 27 oktober 1842 – Cavour, 17 juli 1928) was een Italiaans politicus.

## Vroege carrière
Giovanni Giolitti studeerde rechten en was als advocaat werkzaam. Hij maakte daarna carrière binnen het ministerie van Financiën en werd in 1882 voor de Liberale Partij van Italië in de Kamer van Afgevaardigden gekozen. Als Kamerlid oefende hij de nodige kritiek uit op de minister van Financiën in het derde kabinet-Depretis, Magliani. Op 9 maart 1888 werd Giolitti zelf minister van Financiën, onder Crispi en Di Rudinì. Na de val van premier Di Rudinì in mei 1892 wist Giolitti te bewerkstelligen dat hij zelf het premierschap op zich kon nemen (15 mei 1892).

## Premier
Giolitti's eerste kabinet (1892-1893) werd gekenmerkt door grote economische en financiële crises. De handelsbreuk met Frankrijk was met name onfortuinlijk voor de staatsbanken. Daar kwam nog bij dat een van die staatsbanken, Banca Romana, door wanbeheer bij te gronde ging. Een bankwet uitgevaardigd door Giolitti bracht geen verbetering. Giolitti's aanzien daalde tot een dieptepunt toen hij de directeur-generaal van de Banca Romana, Signor Talongo, tot senator benoemde. De Senaat weigerde Talongo als nieuw lid te accepteren en een daarna gehouden debat in het parlement, waarbij Giolitti zich moest verantwoorden, liep uit in een nederlaag voor Giolitti. Talongo werd gearresteerd en berecht. Een commissie werd ingesteld om de situatie der staatsbanken te onderzoeken. En hoewel de uitkomst van de commissie positief uitpakte voor Giolitti, was zijn persoon beschadigd. Hij trad uiteindelijk af (in december 1893). Hij liet Italië achter in een staat van chaos: De staatsfinanciën waren niet op orde, de diplomatieke relaties met Frankrijk waren als gevolg van een moordpartij op in Aigues-Mortes werkende Italiaanse arbeiders verbroken en op Sicilië en in Lunigiana waren opstanden uitgebroken.
Na zijn aftreden bleef Giolitti in de Kamer van Afgevaardigden. Hij bleef op de achtergrond, maar oefende wel kritiek uit op de harde onderdrukking van arbeidersonlusten. In februari 1901 werd hij als minister van Financiën opgenomen in het kabinet-Zanardelli, een post die hij tot 21 juni 1903 bleef bekleden. Spoedig werd het duidelijk dat niet de oude, verzwakte Zardanelli, maar Giolitti de echte machthebber in het kabinet was. Als minister zag Giolitti zich niet genoodzaakt op te treden tegen stakingen en demonstraties, zelfs niet als de stakingen en demonstraties gewelddadig waren. (Dit beleid van non-interventie voerde hij ook in 1921-1922, waardoor de fascisten gemakkelijk hun machtspositie konden uitbreidden.) Zijn optreden ergerde Zanardelli die Giolitti in juni 1903 ontsloeg als minister van Binnenlandse Zaken. Zanardelli nam nu zelf de ministerspost op zich. Giolitti stond nu tijdelijk buitenspel. De oude Zanardelli moest echter in november 1903 aftreden nadat er in het land onrust was ontstaan over de door hem gepresenteerde echtscheidingswet.

## Hervormer
Op 3 november 1903 werd Giolitti voor de tweede maal premier en tevens minister van Binnenlandse Zaken. Hij trad nu hard op tegen de socialisten, waardoor hij hun vertrouwen verloor. Giolitti begon aan het doorvoeren van uitgebreide sociale en politieke hervormingen om zo "Extreem Links" (Sinistra) af te remmen en de bevolking te winnen voor het progressief-liberalisme. Hij nationaliseerde de spoorwegen (1905) en zette grote publieke werken op om de werkloosheid terug te dringen. Ook trachtte hij de situatie in het zuiden van het land te verbeteren. Na de septemberstaking van 1904, die niet erkend werd door de gematigde socialisten en de gematigde vakbonden en ook impopulair bleek bij het overgrote deel van de bevolking, schreef Giolitti verkiezingen uit die door Giolitti's Liberale partij werden gewonnen en waarbij "Extreem Links" een nederlaag leed. Bij deze verkiezingen deden ook de leden van de rooms-katholieke Italiaanse Volkspartij hun intreden in het parlement. In 1905 werd Giolitti door de oppositie van de socialisten en "Extreem Links" ten val gebracht. Alessandro Fortis werd zijn opvolger en achter de schermen bleef Giolitti zijn invloed uitoefenen. Toen in februari 1906 Sidney Sonnino, de kandidaat van liberaal-rechts, premier werd, voerde de partij van Giolitti een felle oppositie tegen Sonnino, hetgeen zijn val betekende in mei 1906. Giolitti werd nu voor de derde maal premier. Net als in zijn vorige kabinet nam Giolitti nu ook weer het ministerschap van Binnenlandse Zaken op zich. Tijdens dit derde ambtstermijn dat tot 11 december 1909 duurde, zette Giolitti zijn hervormingsbeleid voort en groeide de economie en nam de welvaart toe.

## Italiaanse-Turkse oorlog over Libië en de Eerste Wereldoorlog
Toen Giolitti op 27 maart 1911 voor de vierde maal minister-president werd, heerste er een nationalistische stemming onder de bevolking. Giolitti maakte hier gebruik van. Net als veel Italianen meende Giolitti dat het Noord-Afrikaanse Libië, toen nog onderdeel van het Osmaanse Rijk (Turkije), binnen de Italiaanse invloedssfeer lag. In september 1911 verbrak Italië de betrekkingen met het Osmaanse Rijk en verklaarde kort daarop de oorlog aan de Turken. De Italiaans-Turkse Oorlog was een feit. Giolitti rechtvaardigde de onderneming door de nadruk te leggen dat Libië van belang was voor de bescherming van Italië. Tijdens de oorlog trachtte hij buiten het parlement om te regeren. Italië bezette de Griekse Dodekanesos, een groep eilanden in de Middellandse Zee. Toen Montenegro, Servië, Bulgarije en Griekenland ook Turkije de oorlog verklaarden erkende de sultan de Italiaanse heerschappij over Libië.
Zo verloren de Turken in 1912 hun laatste kolonie in Noord-Afrika (ofschoon Arabische stammen later gesteund door de Turken tijdens de Eerste Wereldoorlog een guerrillaoorlog begonnen tegen de Italianen).
In hetzelfde jaar voerde Giolitti het algemeen mannenkiesrecht in, alhoewel hij er bedenkingen bij had. Zo wees hij er op dat het analfabetisme bestreden moest worden: "Voordat we stemrecht geven, moeten we die massa leren lezen en schrijven." 
In 1913 werden er verkiezingen gehouden die uiteraard "Libië" als belangrijkste thema had. De oppositie van socialisten en radicalen was fel tegen de oorlog geweest, alsmede een deel van de Katholieke Volkspartij. Dankzij het algemeen kiesrecht wonnen de socialisten, radicalen en Katholieken aanzienlijk. Om de macht van "Extreem Links" te beperken sloten de liberalen van Giolitti en de Katholieken onder graaf Ottorino Gentiloni een geheim akkoord waarin de Katholieke parlementariërs beloofden de liberalen te zullen steunen, de liberalen zouden op hun beurt hun steun ontzeggen aan het wetsvoorstel om echtscheiding mogelijk te maken. Toen dit akkoord uitlekte ontstond er grote onrust bij "Extreem Links", de drie radicale ministers traden uit de regering en Giolitti bood zijn ontslag aan (maart 1914).
In 1915 was hij scherp gekant tegen Italië's deelname aan de Eerste Wereldoorlog aan de zijde der Entente, omdat hij genoegzame winsten van de neutraliteit verwachtte.

## Laatste keer premier
Na de Eerste Wereldoorlog was Giolitti van 16 juni 1920 tot 4 juli 1921 voor de laatste (vijfde) keer minister-president. Tijdens deze periode, de "Rode Jaren" genoemd vanwege de opkomst van het radicale socialisme en het communisme, alsook die van de zwarthemden (fascisten), trad Giolitti op als een zwak leider en was weinig doortastend. Hij trad nauwelijks op en moest daarom al op 4 juli 1921 aftreden en werd vervangen door Ivanoe Bonomi (leider van reformistisch-socialistische partij). Na de fascistische machtsovername (oktober 1922) steunde hij Mussolini aanvankelijk in de hoop dat hij het land uit de chaos zou halen en de economie weer op de rails zou zetten (Giolitti prefereerde het fascisme overigens boven het socialisme). Mussolini benoemde Giolitti tot senator. In 1924 trok Giolitti zijn steun voor het fascisme in, maar bleef desondanks tot zijn dood in het parlement.